# Arijaramn od Kapadocije
Arijaramn ili Artamn je bio satrap pokrajine Kapadocije u službi Perzijskog Carstva početkom prve polovice 6. stoljeća pr. Kr.

## Pozadina
Prema Diodoru sa Sicilije, Arijaramn je pripadao svojevrsnoj kapadocijskoj dinastiji koju je osnovao Farnak. On se oženio Perzijankom Atosom, sestrom Kambiza I. koji je bio otac Kira Velikog (osnivač Perzijskog Carstva). Farnak i Atosa imali su sina Gala koji je naslijedio oca. Kao sljedeća dva vladara Kapadocije spominju se Galov sin Smerdis, pa zatim Smerdisov sin Arijaramn. O vladavini Arijaramna i njegova oca Gala ne spominju se nikakvi detalji, osim kronološkog redoslijeda.

## Vjerodostojnost izvora
Jedini izvor o ovom drevnom vladaru je povjesničar Diodor sa Sicilije iz 1. stoljeća pr. Kr., koji u svojim djelima „Povijesna knjižnica“ spominje punu listu kapadocijskih vladara, no ona se nerijetko smatra fiktivnom. Upitnost vjerodostojnosti Diodorovih izvora predstavljaju neusklađena kronologija i rodbinske veze, te miješanje osobnih imena s povijesnim likovima čiji se identitet i kronologija smatraju povijesno ovjerenim. Primjerice, prema drugim povijesnim izvorima spominje se samo jedna perzijska princeza Atosa (550. – 475. pr. Kr.), koja je bila sestra Kambiza II. odnosno kći Kira Velikog (a ne sestra Kirovog oca Kambiza I. kako Diodor tvrdi), te kako se udala za Darija Velikog.  Osim Atose, moguće je kako je Diodor pomiješao Smerdisa od Kapadocije s istoimenim sinom Kira Velikog (Smerdis ili Bardija), Farnaka od Kapadocije s Farnakom I. koji je služio Darija Velikog oko 500. pr. Kr., te konačno i samog Arijaramna od Kapadocije s Darijevim pradjedom Arijaramnom.

## Život i ostavština
Perzijski vladar Kir Veliki oko 547. pr. Kr. osvaja Malu Aziju, što podrazumijeva kako je Kapadocija postala dijelom Perzijskog Carstva u doba vladavine Arijaramna, ili njegova prethodnika Smerdisa. Budući da je Kir Veliki provodio liberalnu politiku prema pokorenim narodima, vladar Kapadocije zadržao je svoje ovlasti nad tom pokrajinom. Darije Veliki je nakon 522. pr. Kr. reformirao carstvo u administrativne jedinice (satrapije), pa se Kapadocija kao satrapija spominje na Behistunskim natpisima. Arijaramna spominje i povjesničar Ktezije, zbog čega ga se smatra prvim službenim satrapom Kapadocije. Prema Diodoru, Arijaramnov sin Anaf I. pomogao Dariju Velikom i ostaloj petorici urotnika da 522. pr. Kr. svrgnu magijskog uzurpatora Gaumatu, a njegov unuk Anaf II. sudjelovao je u grčko-perzijskim ratovima što spominje i povjesničar Herodot. Ipak, Herodot oca Anafa II. naziva Otanom, što je još jedan primjer neusklađenosti povijesnih dokumenata.

## Poveznice
- Farnak
- Smerdis
- Anaf I.

| Prethodnik: | Satrap Kapadocije | Nasljednik: |
| Smerdis     | Satrap Kapadocije | Anaf I.     |

## Vanjske poveznice
- [neaktivna poveznica]
- Pierre Briant: „Od Kira do Aleksandra: Povijest Perzijskog Carstva“ (From Cyrus to Alexander: A History of the Persian Empire), preveo Peter Daniels, Indiana: Eisenbrauns, 2002., str. 133.